# مازغ
نسب مازيغ : هو مازيغ بن كنعان بن يقشان بن إبراهيم عليه السلام ؛ و عليه فهو عربي من سام بن نوح عليه السلام ، إستوطن بعض ابنائه و ابناء إخوانه و اعمامه شمال افريقيا ( ارض افريقش بن قحطان ) قادمين من ارض الشام ( فلسطين و لبنان ) و هو لا ينتسب الى حام بن نوح عليه السلام ؛ و الله اعلم . 
مازغ وحسب مصادر تاريخية قديمة في كتاب ابن خلدون  هو ابن حام بن نوح وهو اب لشعب الأمازيغ الذي استوطن منطقة شمال أفريقيا منذ آلاف السنين
والأمازيغي لغويا هو الرجل الحر والنبيل
وقد وردت كلمة «مازيغ» في نقوش المصريين القدماء وعند كتاب اليونان والرومان وغيرهم من الشعوب القديمة التي عاصرت الأمازيغيين.
وتختلف اللهجات ذات الأصول الأمازيغية في نطق هذا اللفظ فهو عند طوارق مالي «أيموهاغ» بقلب الزاي هاء، وعند طوارق منحنى نهر النيجر الغربي «إيموشاغ»، أما في أغاديس بالنيجر فينطقونه «إيماجيغن»، والمقصود بجميع هذه التصحيفات إنما هو «أمازيغ».
أما البربر فهي تسمية يونانية والتي تعني الاجانب، ويظهر أن أول إطلاق له على السكان الأصليين لهذه المنطقة كان من قبل الرومان في غزواتهم المعروفة لبلدان حوض البحر الأبيض المتوسط. وشاع إطلاق لفظ «البربر» على ألسنة الناس، وإن كان عدد من مثقفي الأمازيغ لا يتبنى هذه التسمية ويرى فيها سلبيات عهود ظلم قديم لحق بالأمازيغي عبر التاريخ.
وقد كان الإغريق يسمون كل من لا يتكلم الإغريقية «برباروس»، واستعاره الرومان وأطلقوه على كل الأجانب ومنهم الأمازيغ الذين كانوا خارجين تاريخيا عن سيادة الرومان، فهي تسمية جاءت من الخارح ولم يخترها الأمازيغ لأنفسهم.